# Liste des seigneuries du Québec
En 1929, il existait 242 fiefs et seigneuries et environ 60 000 censitaires qui devaient payer une rente annuelle. En 1935, le Parlement du Québec adopte la Loi abolissant les rentes seigneuriales. Les seigneuries de Longueuil, de Portneuf et de L'Islet sont les seules seigneuries érigées en baronnie sous le régime seigneurial au Québec.

## Carte
| Partie 1 Partie 2 Partie 3 Partie 4 |

Numéroté selon la carte de A.E.B. Courchêne, 1923.
| No      | Nom                            | Concessionnaire                                   | Année concédé | Région                        | Coordonnées                  |
| ------- | ------------------------------ | ------------------------------------------------- | ------------- | ----------------------------- | ---------------------------- |
| 10      | Ailleboust                     | Charles de La Boische                             | 1736          | Lanaudière                    | 46° 11′ 00″ N, 73° 34′ 00″ O |
| 191     | Anse-de-l'Étang                | Louis de Buade de Frontenac                       | 1697          | Gaspésie–Îles-de-la-Madeleine | 49° 07′ 00″ N, 64° 44′ 00″ O |
| 12      | Antaya (Orvilliers)            | Jean Talon                                        | 1672          | Lanaudière                    | 46° 03′ N, 73° 12′ O         |
| 1       | Argenteuil                     | Louis de Buade de Frontenac                       | 1680          | Laurentides                   | 45° 38′ 00″ N, 74° 17′ 00″ O |
| 114     | Aubert-Gallion                 | Charles de La Boische                             | 1736          | Chaudière-Appalaches          | 46° 05′ 00″ N, 70° 45′ 00″ O |
| 115     | Aubin-De L'Isle                | Charles de La Boische                             | 1736          | Chaudière-Appalaches          | 46° 10′ 00″ N, 70° 37′ 00″ O |
| 41      | Auteuil                        | François-Christophe de Lévy                       | 1649          | Capitale-Nationale            | 46° 45′ 00″ N, 71° 50′ 00″ O |
| 9       | Autray                         | Henri de Lévis                                    | 1637          | Lanaudière                    | 46° 02′ 00″ N, 73° 13′ 00″ O |
| 90      | Baie-Saint-Antoine             | Joseph-Antoine Le Febvre de La Barre              | 1683          | Centre-du-Québec              | 46° 07′ 00″ N, 72° 40′ 00″ O |
| 31      | Batiscan                       | Henri de Lévis                                    | 1639          | Mauricie                      | 46° 45′ 00″ N, 72° 37′ 00″ O |
| 64      | Beauharnois                    | Victor Marie d'Estrées                            | 1729          | Montérégie                    | 45° 13′ 00″ N, 73° 55′ 00″ O |
| 144     | Beaumont                       | Jean Talon                                        | 1672          | Chaudière-Appalaches          | 46° 47′ 00″ N, 70° 55′ 00″ O |
| 58      | Beauport                       | Henri de Lévis                                    | 1634          | Capitale-Nationale            | 46° 56′ 00″ N, 71° 14′ 00″ O |
| 95      | Bécancour                      | François-Christophe de Lévy                       | 1647          | Centre-du-Québec              | 46° 19′ 00″ N, 72° 26′ 00″ O |
| 42      | Bélair                         | Jean Talon                                        | 1672          | Capitale-Nationale            | 46° 42′ N, 71° 45′ O         |
| 147     | Bellechasse                    | Charles Jacques Huault de Montmagny               | 1637          | Chaudière-Appalaches          | 46° 53′ 00″ N, 70° 42′ 00″ O |
| 3c      | Bellefeuille                   | Jacques-Pierre de Taffanel de La Jonquière        | 1752          | Laurentides                   | 45° 50′ 03″ N, 74° 00′ 34″ O |
| 78      | Bellevue                       | Jean Talon                                        | 1672          | Montérégie                    | 45° 47′ 00″ N, 73° 17′ 00″ O |
| 128     | Beloeil                        | Jean Bochart de Champigny                         | 1694          | Montérégie                    | 45° 37′ 00″ N, 73° 16′ 00″ O |
| 14      | Berthier                       | Jean Talon                                        | 1672          | Lanaudière                    | 46° 10′ 00″ N, 73° 15′ 00″ O |
| 174     | Bic                            | Louis de Buade de Frontenac                       | 1675          | Bas-Saint-Laurent             | 48° 21′ N, 68° 42′ O         |
| 3b      | Blainville                     | Philippe de Rigaud de Vaudreuil                   | 1714          | Laurentides                   | 45° 40′ 00″ N, 73° 52′ 00″ O |
| 122     | Bleury                         | Charles de La Boische                             | 1733          | Montérégie                    | 45° 13′ 00″ N, 73° 12′ 00″ O |
| 103     | Bonsecours                     | Jean Talon                                        | 1672          | Chaudière-Appalaches          | 46° 36′ 00″ N, 71° 37′ 00″ O |
| 71      | Boucherville                   | Godefroi d'Estrades                               | 1664          | Montérégie                    | 45° 36′ N, 73° 24′ O         |
| 44      | Bourg-Louis                    | Charles de La Boische                             | 1741          | Capitale-Nationale            | 46° 53′ 00″ N, 71° 51′ 00″ O |
| 84      | Bourg-Marie-Est                | George Ramsay                                     | 1822          | Montérégie                    | 45° 57′ 00″ N, 72° 53′ 00″ O |
| 82      | Bourg-Marie-Ouest              | Matthew Whitworth-Aylmer                          | 1835          | Montérégie                    | 45° 54′ 00″ N, 72° 58′ 00″ O |
| 132     | Bourgchemin                    | Louis de Buade de Frontenac                       | 1695          | Montérégie                    | 45° 47′ 00″ N, 72° 54′ 00″ O |
| 95a     | Bruyères                       | Robert Prescott                                   | 1801          | Centre-du-Québec              | 46° 17′ 00″ N, 72° 28′ 00″ O |
| 186     | Cap-Chat                       | Jacques-René de Brisay                            | 1688          | Gaspésie–Îles-de-la-Madeleine | 49° 06′ 00″ N, 66° 41′ 00″ O |
| 29      | Cap-de-la-Madeleine            | Jacques de La Ferté                               | 1651          | Mauricie                      | 46° 43′ 00″ N, 72° 50′ 00″ O |
| 193     | Cap-des-Rosiers                | François-Christophe de Lévy                       | 1652          | Gaspésie–Îles-de-la-Madeleine | 48° 40′ 00″ N, 64° 40′ 00″ O |
| 74a     | Cap-Saint-Michel               | Daniel de Rémy de Courcelles                      | 1668          | Montérégie                    | 45° 42′ 00″ N, 73° 23′ 00″ O |
| 18      | Carufel                        | Philippe de Rigaud de Vaudreuil                   | 1705          | Mauricie                      | 46° 16′ 00″ N, 73° 05′ 00″ O |
| 120/129 | Chambly                        | Louis de Buade de Frontenac                       | 1672          | Montérégie                    | 45° 28′ 40″ N, 73° 16′ 28″ O |
| 120     | Chambly-Est                    | Victor Marie d'Estrées                            | 1714          | Montérégie                    | 45° 27′ 00″ N, 73° 14′ 00″ O |
| 129     | Chambly-Ouest                  | Victor Marie d'Estrées                            | 1714          | Montérégie                    | 45° 30′ N, 73° 18′ O         |
| 30      | Champlain                      | Augustin de Saffray de Mézy                       | 1664          | Mauricie                      | 46° 32′ 00″ N, 72° 27′ 00″ O |
| 65      | Châteauguay                    | Louis de Buade de Frontenac                       | 1673          | Montérégie                    | 45° 18′ 00″ N, 73° 43′ 00″ O |
| 200     | Cloridan                       | Philippe de Rigaud de Vaudreuil                   | 1707          | Gaspésie–Îles-de-la-Madeleine | 48° 03′ N, 67° 00′ O         |
| 79      | Contrecœur                     | Jean Talon                                        | 1672          | Montérégie                    | 45° 49′ 00″ N, 73° 14′ 00″ O |
| 59      | Côte-de-Beaupré                | Henri de Lévis                                    | 1636          | Capitale-Nationale            | 47° 18′ 18″ N, 70° 53′ 20″ O |
| 97      | Cournoyer                      | François-Christophe de Lévy                       | 1647          | Centre-du-Québec              | 46° 20′ 00″ N, 72° 20′ 00″ O |
| 127     | Cournoyer                      | Louis de Buade de Frontenac                       | 1695          | Montérégie                    | 45° 43′ 00″ N, 73° 13′ 00″ O |
| 91      | Courval                        | Michel-Ange Duquesne de Menneville                | 1754          | Centre-du-Québec              | 46° 04′ 00″ N, 72° 35′ 00″ O |
| 117c    | Debartzch                      | George Prevost                                    | 1811          | Montérégie                    | 45° 28′ 00″ N, 73° 02′ 00″ O |
| 88      | Deguire                        | Jacques-Pierre de Taffanel de La Jonquière        | 1751          | Centre-du-Québec              | 45° 56′ 00″ N, 72° 45′ 00″ O |
| 117b    | Delorme                        | George Prevost                                    | 1811          | Montérégie                    | 45° 35′ 00″ N, 73° 03′ 00″ O |
| 100     | Deschaillons                   | Louis de Buade de Frontenac                       | 1674          | Centre-du-Québec              | 46° 27′ N, 72° 00′ O         |
| 37      | Deschambault                   | Henri de Lévis                                    | 1640          | Capitale-Nationale            | 46° 43′ 00″ N, 72° 00′ 00″ O |
| 117g    | Dessaulles                     | Edmund Walker Head                                | 1861          | Montérégie                    | 45° 36′ 00″ N, 72° 53′ 00″ O |
| 17      | Du Sablé                       | François-Christophe de Lévy                       | 1649          | Mauricie                      | 46° 13′ 00″ N, 73° 11′ 00″ O |
| 70      | Du Tremblay                    | Jean Talon                                        | 1672          | Montérégie                    | 45° 33′ N, 73° 21′ O         |
| 24      | Dumontier                      | Philippe de Rigaud de Vaudreuil                   | 1708          | Mauricie                      | 46° 23′ 00″ N, 72° 58′ 00″ O |
| 105     | Duquet                         | Jean Talon                                        | 1672          | Chaudière-Appalaches          | 46° 37′ 00″ N, 71° 35′ 00″ O |
| 96      | Dutort                         | Henri de Lévis                                    | 1637          | Centre-du-Québec              | 46° 20′ 00″ N, 72° 22′ 00″ O |
| 135     | Éboulements                    | Joseph-Antoine Le Febvre de La Barre              | 1683          | Capitale-Nationale            | 47° 30′ N, 70° 21′ O         |
| 48      | Fossambault                    | Louis de Buade de Frontenac                       | 1693          | Capitale-Nationale            | 46° 50′ 00″ N, 71° 36′ 00″ O |
| 125     | Foucault                       | Charles de La Boische                             | 1733          | Montérégie                    | 45° 04′ 00″ N, 73° 15′ 00″ O |
| 150     | Fournier                       | Jean Talon                                        | 1672          | Chaudière-Appalaches          | 46° 57′ N, 70° 27′ O         |
| 151     | Gagné                          | Jean Talon                                        | 1672          | Chaudière-Appalaches          | 47° 01′ 00″ N, 70° 27′ 00″ O |
| 152     | Gamache                        | Jean Talon                                        | 1672          | Chaudière-Appalaches          | 47° 02′ 00″ N, 70° 27′ 00″ O |
| 106a    | Gaspé                          | Charles de La Boische                             | 1738          | Chaudière-Appalaches          | 46° 36′ N, 71° 27′ O         |
| 25      | Gastineau                      | Jean Talon                                        | 1672          | Mauricie                      | 46° 17′ 00″ N, 72° 50′ 00″ O |
| 49      | Gaudarville                    | Jean de Lauzon                                    | 1652          | Capitale-Nationale            | 46° 48′ 00″ N, 71° 25′ 00″ O |
| 98      | Gentilly                       | François-Christophe de Lévy                       | 1647          | Centre-du-Québec              | 46° 23′ 00″ N, 72° 15′ 00″ O |
| 94      | Godefroy                       | Henri de Lévis                                    | 1637          | Centre-du-Québec              | 46° 15′ N, 72° 30′ O         |
| 195     | Grand-Pabos                    | Louis de Buade de Frontenac                       | 1696          | Gaspésie–Îles-de-la-Madeleine | 48° 25′ 00″ N, 64° 42′ 00″ O |
| 160     | Grande-Anse                    | Jean de Lauzon                                    | 1656          | Chaudière-Appalaches          | 47° 17′ 00″ N, 70° 07′ 00″ O |
| 194     | Grande-Rivière                 | Louis de Buade de Frontenac                       | 1697          | Gaspésie–Îles-de-la-Madeleine | 48° 26′ 00″ N, 64° 31′ 00″ O |
| 190     | Grande-Vallée-des-Monts        | Louis de Buade de Frontenac                       | 1691          | Gaspésie–Îles-de-la-Madeleine | 49° 10′ 00″ N, 65° 08′ 00″ O |
| 22      | Grandpré                       | Louis de Buade de Frontenac                       | 1695          | Mauricie                      | 46° 18′ 00″ N, 73° 01′ 00″ O |
| 165     | Granville                      | Philippe de Rigaud de Vaudreuil                   | 1707          | Bas-Saint-Laurent             | 47° 35′ 00″ N, 69° 42′ 00″ O |
| 167     | Granville-et-De La Chesnaye    | Louis de Buade de Frontenac                       | 1696          | Bas-Saint-Laurent             | 47° 41′ 00″ N, 69° 36′ 00″ O |
| 34      | Grondines-Ouest                | Jean Bochart de Champigny                         | 1694          | Capitale-Nationale            | 46° 45′ N, 72° 18′ O         |
| 34c     | Grondines-Est                  | Louis de Buade de Frontenac                       | 1698          | Capitale-Nationale            | 46° 41′ 00″ N, 72° 07′ 00″ O |
| 23      | Grosbois                       | François-Christophe de Lévy                       | 1653          | Mauricie                      | 46° 19′ 00″ N, 72° 50′ 00″ O |
| 23b     | Grosbois-Est                   | Jean Bochart de Champigny                         | 1693          | Mauricie                      | 46° 19′ 00″ N, 72° 49′ 00″ O |
| 23a     | Grosbois-Ouest                 | Jean Bochart de Champigny                         | 1693          | Mauricie                      | 46° 19′ 00″ N, 72° 53′ 00″ O |
| 47      | Guillaume-Bonhomme             | Jacques de Meulles                                | 1682          | Capitale-Nationale            | 46° 48′ 00″ N, 71° 29′ 00″ O |
| 29c     | Hertel                         | Henri de Lévis                                    | 1633          | Mauricie                      | 46° 27′ 00″ N, 72° 25′ 00″ O |
| 52      | Hubert                         | Louis de Buade de Frontenac                       | 1698          | Capitale-Nationale            | 47° 13′ 00″ N, 71° 43′ 00″ O |
|         | Île-au-Ruau                    | Henri de Lévis                                    | 1637          | Capitale-Nationale            | 47° 01′ 00″ N, 70° 44′ 00″ O |
| i       | Île-aux-Coudres                | Jacques-René de Brisay                            | 1687          | Capitale-Nationale            | 47° 24′ 00″ N, 70° 22′ 00″ O |
| h       | Île-aux-Grues                  | Henri de Lévis                                    | 1646          | Chaudière-Appalaches          | 47° 04′ 00″ N, 70° 33′ 00″ O |
| j       | Île-aux-Lièvres                | Jean Talon                                        | 1672          | Bas-Saint-Laurent             | 47° 50′ 50″ N, 69° 44′ 04″ O |
| h       | Île-aux-Oies                   | François-Christophe de Lévy                       | 1646          | Chaudière-Appalaches          | 47° 07′ 00″ N, 70° 29′ 00″ O |
|         | Île-Beauregard                 | Louis de Buade de Frontenac                       | 1674          | Montérégie                    | 45° 45′ 00″ N, 73° 25′ 00″ O |
| b       | Île-Bizard                     | Louis de Buade de Frontenac                       | 1678          | Montréal                      | 45° 29′ 00″ N, 73° 54′ 00″ O |
| 184     | Île-d'Anticosti                | Jacques Duchesneau de la Doussinière et d'Ambault | 1680          | Côte-Nord                     | 49° 30′ N, 63° 00′ O         |
| c       | Île-de-Montréal                | Marc Antoine Jacques Bras-de-fer de Châteaufort   | 1636          | Montréal                      | 45° 30′ 00″ N, 73° 40′ 00″ O |
| g       | Île-d'Orléans                  | Henri de Lévis                                    | 1636          | Capitale-Nationale            | 46° 55′ 00″ N, 70° 58′ 00″ O |
| 15/15a  | Île-Dupas-et-du-Chicot         | Jean Talon                                        | 1672          | Lanaudière                    | 46° 07′ 00″ N, 73° 07′ 00″ O |
| d       | Île-Jésus                      | Jean Talon                                        | 1636          | Laval                         | 45° 35′ 00″ N, 73° 45′ 00″ O |
| a       | Île-Perrot                     | Louis de Buade de Frontenac                       | 1672          | Montérégie                    | 45° 22′ 00″ N, 73° 57′ 00″ O |
| e       | Île-Sainte-Thérèse             | Jean Talon                                        | 1672          | Montérégie                    | 45° 41′ 00″ N, 73° 28′ 00″ O |
| k       | Île-Verte                      | Joseph-Antoine Le Febvre de La Barre              | 1684          | Bas-Saint-Laurent             | 48° 03′ 00″ N, 69° 16′ 00″ O |
| 170     | Île-Verte                      | Joseph-Antoine Le Febvre de La Barre              | 1684          | Bas-Saint-Laurent             | 48° 03′ 00″ N, 69° 16′ 00″ O |
| f       | Îles-Bouchard                  | Jean Talon                                        | 1672          | Lanaudière                    | 45° 49′ 00″ N, 73° 21′ 00″ O |
| 5a      | Îles-Bourdon                   | Jean de Lauzon                                    | 1657          | Lanaudière                    | 45° 43′ 00″ N, 73° 29′ 00″ O |
| c       | Îles-Courcelles                | Louis de Buade de Frontenac                       | 1673          | Laval                         | 45° 35′ 36″ N, 73° 43′ 11″ O |
| 204     | Îles-de-la-Madeleine           | Pierre du Bois d'Avaugour                         | 1663          | Gaspésie–Îles-de-la-Madeleine | 47° 24′ N, 61° 48′ O         |
| 183b    | Îles-et-Îlets-de-Mingan        | Jacques Duchesneau de la Doussinière et d'Ambault | 1679          | Côte-Nord                     | 50° 13′ 00″ N, 63° 50′ 00″ O |
| 15b     | Îles-Saint-Pierre              | Louis de Buade de Frontenac                       | 1674          | Montérégie                    | 46° 06′ 00″ N, 73° 02′ 00″ O |
| 166     | Îlet-du-Portage                | Jean Talon                                        | 1672          | Bas-Saint-Laurent             | 47° 37′ 00″ N, 69° 40′ 00″ O |
| 159     | Îlet-à-la-Peau                 | Louis de Buade de Frontenac                       | 1677          | Chaudière-Appalaches          | 47° 14′ 00″ N, 70° 13′ 00″ O |
| 40      | Jacques-Cartier                | Louis d'Ailleboust de Coulonge                    | 1649          | Capitale-Nationale            | 46° 45′ 00″ N, 71° 50′ 00″ O |
| 28a     | Jésuites                       | Samuel de Champlain                               | 1634          | Mauricie                      | 46° 18′ 00″ N, 72° 35′ 00″ O |
| 110     | Jolliet                        | Louis de Buade de Frontenac                       | 1697          | Chaudière-Appalaches          | 46° 35′ 00″ N, 70° 58′ 00″ O |
| 164     | Kamouraska                     | Louis de Buade de Frontenac                       | 1674          | Bas-Saint-Laurent             | 47° 32′ 00″ N, 69° 49′ 00″ O |
| 5c      | L'Assomption                   | Charles Jacques Huault de Montmagny               | 1647          | Laurentides                   | 45° 50′ 00″ N, 73° 50′ 00″ O |
| 5       | La Chesnaye                    | Charles Jacques Huault de Montmagny               | 1647          | Lanaudière                    | 45° 43′ 00″ N, 73° 41′ 00″ O |
| 36      | La Chevrotière                 | Jean Talon                                        | 1672          | Capitale-Nationale            | 46° 42′ N, 72° 03′ O         |
| 146     | La durantaye                   | Jean Talon                                        | 1672          | Chaudière-Appalaches          | 46° 51′ 00″ N, 70° 52′ 12″ O |
| 75      | La Guillaudière                | Jean Talon                                        | 1672          | Montérégie                    | 45° 43′ 00″ N, 73° 22′ 00″ O |
| 89      | La Lussaudière                 | Jean Talon                                        | 1672          | Centre-du-Québec              | 46° 07′ 00″ N, 72° 49′ 00″ O |
| 29-36   | La Madeleine                   | Henri de Lévis                                    | 1636          | Mauricie Capitale-Nationale   | 46° 30′ 00″ N, 72° 16′ 00″ O |
| 140     | La Martinière                  | Louis de Buade de Frontenac                       | 1692          | Chaudière-Appalaches          | 46° 45′ 00″ N, 70° 58′ 00″ O |
| 8       | La Noraye                      | Jean Talon                                        | 1672          | Lanaudière                    | 46° 03′ N, 73° 21′ O         |
| 181     | La Petite-Nation               | Louis de Buade de Frontenac                       | 1674          | Outaouais                     | 45° 45′ 00″ N, 74° 56′ 00″ O |
| 161     | La Pocatière                   | Jean Talon                                        | 1672          | Bas-Saint-Laurent             | 47° 23′ 00″ N, 70° 00′ 00″ O |
| 67      | La Salle                       | Jacques-Pierre de Taffanel de La Jonquière        | 1750          | Montérégie                    | 45° 17′ 00″ N, 73° 36′ 00″ O |
| 28      | Labadie                        | Daniel de Rémy de Courcelles                      | 1670          | Mauricie                      | 46° 20′ 20″ N, 72° 33′ 00″ O |
| 2       | Lac-des-Deux-Montagnes         | Philippe de Rigaud de Vaudreuil                   | 1717          | Laurentides                   | 45° 38′ 00″ N, 74° 05′ 00″ O |
| 201     | Lac-Matapédia                  | Louis de Buade de Frontenac                       | 1694          | Bas-Saint-Laurent             | 48° 33′ N, 67° 33′ O         |
| 202     | Lac-Mitis                      | Jean Bochart de Champigny                         | 1693          | Bas-Saint-Laurent             | 48° 17′ 00″ N, 67° 45′ 00″ O |
| 131     | Lacolle                        | Charles de La Boische                             | 1733          | Montérégie                    | 45° 08′ 00″ N, 73° 25′ 00″ O |
| 19      | Lanaudière                     | Jacques-Pierre de Taffanel de La Jonquière        | 1750          | Mauricie                      | 46° 18′ N, 73° 12′ O         |
| 108     | Lauzon                         | Henri de Lévis                                    | 1636          | Chaudière-Appalaches          | 46° 38′ 00″ N, 71° 09′ 00″ O |
| 7       | Lavaltrie                      | Jean Talon                                        | 1672          | Lanaudière                    | 45° 56′ 00″ N, 73° 24′ 00″ O |
| 104     | Legardeur-Belle-Plaine         | Charles de La Boische                             | 1737          | Chaudière-Appalaches          | 46° 36′ 04″ N, 71° 31′ 25″ O |
| 178     | Lepage-et-Thibierge            | Jean Bochart de Champigny                         | 1696          | Bas-Saint-Laurent             | 48° 33′ N, 68° 12′ O         |
| 169a    | Leparc                         | Louis de Buade de Frontenac                       | 1673          | Bas-Saint-Laurent             | 47° 54′ 00″ N, 69° 25′ 00″ O |
| 130     | Léry                           | Charles de La Boische                             | 1733          | Montérégie                    | 45° 17′ 00″ N, 73° 36′ 00″ O |
| 149     | Lespinay                       | Hector de Callière                                | 1701          | Chaudière-Appalaches          | 46° 55′ 00″ N, 70° 32′ 00″ O |
| 54      | Lespinay                       | Henri de Lévis                                    | 1626          | Capitale-Nationale            | 46° 53′ 00″ N, 71° 19′ 00″ O |
| 157     | Lessard                        | Louis de Buade de Frontenac                       | 1698          | Chaudière-Appalaches          | 47° 03′ N, 70° 15′ O         |
| 177     | Lessard                        | Jean Bochart de Champigny                         | 1696          | Bas-Saint-Laurent             | 48° 29′ 00″ N, 68° 24′ 00″ O |
| 99      | Lévrard                        | Jean Talon                                        | 1672          | Centre-du-Québec              | 46° 26′ 00″ N, 72° 07′ 00″ O |
| 156     | L'Islet                        | Louis de Buade de Frontenac                       | 1677          | Chaudière-Appalaches          | 47° 07′ 00″ N, 70° 17′ 00″ O |
| 155     | L'Islet-de-Bonsecours          | Louis de Buade de Frontenac                       | 1677          | Chaudière-Appalaches          | 47° 04′ 00″ N, 70° 22′ 00″ O |
| 143     | Livaudière                     | Charles de La Boische                             | 1736          | Chaudière-Appalaches          | 46° 44′ 00″ N, 70° 55′ 00″ O |
| 69      | Longueuil                      | François-Christophe de Lévy                       | 1657          | Montérégie                    | 45° 24′ N, 73° 21′ O         |
| 101     | Lotbinière                     | Jean Talon                                        | 1672          | Chaudière-Appalaches          | 46° 32′ 00″ N, 71° 51′ 00″ O |
| 203     | Madawaska                      | Joseph-Antoine Le Febvre de La Barre              | 1683          | Bas-Saint-Laurent             | 47° 42′ N, 68° 42′ O         |
| 29b     | Marsolet                       | Jacques de La Ferté                               | 1644          | Mauricie                      | 46° 23′ 00″ N, 72° 26′ 00″ O |
| 117     | Maska                          | François Bigot                                    | 1748          | Montérégie                    | 45° 37′ 10″ N, 72° 57′ 30″ O |
| 16      | Maskinongé                     | Jean Talon                                        | 1672          | Mauricie                      | 46° 12′ 00″ N, 73° 02′ 00″ O |
| 185     | Matane                         | Jean Talon                                        | 1672          | Bas-Saint-Laurent             | 48° 50′ 00″ N, 67° 29′ 00″ O |
| 45      | Maur                           | Charles Jacques Huault de Montmagny               | 1647          | Capitale-Nationale            | 46° 46′ 00″ N, 71° 28′ 00″ O |
| 45      | Maur                           | Charles Jacques Huault de Montmagny               | 1647          | Capitale-Nationale            | 46° 46′ 00″ N, 71° 28′ 00″ O |
| 3       | Mille-Îles                     | François-Jean Lefebvre de La Barre                | 1683          | Laurentides                   | 45° 37′ 00″ N, 74° 03′ 00″ O |
| 139     | Mille-Vaches                   | Jean de Lauzon                                    | 1653          | Côte-Nord                     | 48° 40′ 00″ N, 69° 13′ 00″ O |
| 183a    | Mingan                         | Pierre du Bois d'Avaugour                         | 1661          | Côte-Nord                     | 50° 19′ 00″ N, 63° 37′ 00″ O |
| 180     | Mitis                          | Louis de Buade de Frontenac                       | 1675          | Bas-Saint-Laurent             | 48° 37′ 00″ N, 68° 00′ 00″ O |
| 117a    | Mondelet                       | Charles Murray Cathcart                           | 1846          | Montérégie                    | 45° 26′ 00″ N, 72° 57′ 00″ O |
| 121     | Monnoir                        | Philippe de Rigaud de Vaudreuil                   | 1708          | Montérégie                    | 45° 23′ 00″ N, 73° 07′ 00″ O |
| 188     | Mont-Louis                     | Louis de Buade de Frontenac                       | 1691          | Gaspésie–Îles-de-la-Madeleine | 49° 11′ 00″ N, 65° 42′ 00″ O |
| 72      | Montarville                    | Philippe de Rigaud de Vaudreuil                   | 1710          | Montérégie                    | 45° 32′ 00″ N, 73° 21′ 00″ O |
| 137     | Mount Murray                   | James Murray                                      | 1762          | Capitale-Nationale            | 47° 47′ 00″ N, 70° 05′ 00″ O |
| 136     | Murray Bay                     | James Murray                                      | 1762          | Capitale-Nationale            | 47° 38′ 00″ N, 70° 15′ 00″ O |
| 43      | Neuville                       | Jean de Lauzon                                    | 1653          | Capitale-Nationale            | 46° 46′ 00″ N, 71° 40′ 00″ O |
| 173     | Nicolas-Rioux                  | Louis d'Ailleboust de Coulonge                    | 1751          | Bas-Saint-Laurent             | 48° 14′ 00″ N, 68° 45′ 00″ O |
| 92      | Nicolet                        | Jean Talon                                        | 1672          | Centre-du-Québec              | 46° 12′ 00″ N, 72° 31′ 00″ O |
| 28b     | Niverville                     | Pierre de Voyer d'Argenson                        | 1660          | Mauricie                      | 46° 21′ 00″ N, 72° 32′ 00″ O |
| 57      | Notre-Dame-des-Anges           | Henri de Lévis                                    | 1626          | Capitale-Nationale            | 46° 50′ 00″ N, 71° 17′ 00″ O |
| 63      | Nouvelle-Longueuil             | Charles de La Boische                             | 1734          | Montérégie                    | 45° 17′ 00″ N, 74° 21′ 00″ O |
| 124     | Noyan                          | Charles de La Boische                             | 1733          | Montérégie                    | 45° 07′ 00″ N, 73° 10′ 00″ O |
| 55      | Orsainville                    | Jean Bochart de Champigny                         | 1694          | Capitale-Nationale            | 46° 54′ 00″ N, 71° 19′ 00″ O |
| 29      | Pachirini                      | Charles Jacques Huault de Montmagny               | 1648          | Mauricie                      | 46° 22′ 00″ N, 72° 32′ 00″ O |
| 179     | Pachot                         | Jacques-René de Brisay                            | 1689          | Bas-Saint-Laurent             | 48° 37′ 00″ N, 68° 09′ 00″ O |
| 197     | Paspébiac                      | Philippe de Rigaud de Vaudreuil                   | 1707          | Gaspésie–Îles-de-la-Madeleine | 48° 05′ 00″ N, 65° 20′ 00″ O |
| 39      | Perthuis                       | Michel-Ange Duquesne de Menneville                | 1753          | Capitale-Nationale            | 46° 50′ 00″ N, 72° 12′ 00″ O |
|         | Petit-Bruno                    | Jacques-René de Brisay                            | 1686          | Lanaudière                    | 46° 10′ 00″ N, 73° 05′ 00″ O |
| 87      | Pierreville                    | Joseph-Antoine Le Febvre de La Barre              | 1683          | Centre-du-Québec              | 46° 03′ 00″ N, 72° 46′ 00″ O |
| 4a      | Plaines                        | Charles de La Boische                             | 1737          | Chaudière-Appalaches          | 46° 35′ 00″ N, 71° 32′ 00″ O |
| 26      | Pointe-du-Lac                  | Pierre Boucher                                    | 1656          | Mauricie                      | 46° 18′ N, 72° 42′ O         |
| 196     | Port-Daniel                    | Louis de Buade de Frontenac                       | 1696          | Gaspésie–Îles-de-la-Madeleine | 48° 13′ 00″ N, 64° 55′ 00″ O |
| 158     | Port-Joly                      | Louis de Buade de Frontenac                       | 1677          | Chaudière-Appalaches          | 47° 11′ 00″ N, 70° 15′ 00″ O |
| 38      | Portneuf                       | François-Christophe de Lévy                       | 1647          | Capitale-Nationale            | 46° 44′ 00″ N, 71° 53′ 00″ O |
| 68      | Prairie-de-la-Madeleine        | Jean de Lauzon                                    | 1647          | Montérégie                    | 45° 23′ 00″ N, 73° 27′ 00″ O |
| 11      | Ramezay                        | Charles de La Boische                             | 1736          | Lanaudière                    | 46° 15′ 00″ N, 73° 32′ 00″ O |
| 133     | Ramezay                        | Philippe de Rigaud de Vaudreuil                   | 1710          | Montérégie                    | 45° 45′ 00″ N, 72° 47′ 00″ O |
|         | Récollets                      | Louis XIII                                        | 1615          | Capitale-Nationale            | 46° 46′ 00″ N, 71° 16′ 00″ O |
| 60      | Rigaud                         | Charles de La Boische                             | 1732          | Montérégie                    | 45° 27′ 00″ N, 74° 20′ 00″ O |
| 113     | Rigaud-De Vaudreuil            | Charles de La Boische                             | 1736          | Chaudière-Appalaches          | 46° 14′ 00″ N, 70° 44′ 00″ O |
| 175/176 | Rimouski                       | Jacques-René de Brisay                            | 1688          | Bas-Saint-Laurent             | 48° 25′ 00″ N, 68° 32′ 00″ O |
| 192     | Rivière-au-Griffon             | Charles Jacques Huault de Montmagny               | 1636          | Gaspésie–Îles-de-la-Madeleine | 48° 54′ 57″ N, 64° 20′ 04″ O |
| 198     | Rivière-Bonaventure            | Louis de Buade de Frontenac                       | 1697          | Gaspésie–Îles-de-la-Madeleine | 48° 02′ 52″ N, 65° 27′ 33″ O |
| 189     | Rivière-de-la-Madeleine        | Louis de Buade de Frontenac                       | 1679          | Gaspésie–Îles-de-la-Madeleine | 49° 13′ 00″ N, 65° 19′ 00″ O |
| 3a      | Rivière-du-Chêne               | Victor Marie d'Estrées                            | 1718          | Laurentides                   | 45° 34′ 39″ N, 74° 04′ 18″ O |
| 134     | Rivière-du-Gouffre             | Joseph-Antoine Le Febvre de La Barre              | 1682          | Capitale-Nationale            | 47° 31′ 00″ N, 70° 30′ 00″ O |
| 169     | Rivière-du-Loup                | Louis de Buade de Frontenac                       | 1673          | Bas-Saint-Laurent             | 47° 48′ 00″ N, 69° 31′ 00″ O |
| 21      | Rivière-du-Loup                | Jean Talon                                        | 1672          | Mauricie                      | 46° 16′ 00″ N, 73° 02′ 00″ O |
| 148     | Rivière-du-Sud                 | Charles Jacques Huault de Montmagny               | 1646          | Chaudière-Appalaches          | 46° 57′ 00″ N, 70° 35′ 00″ O |
| 162     | Rivière-Ouelle                 | Jean Talon                                        | 1672          | Bas-Saint-Laurent             | 47° 26′ 00″ N, 69° 55′ 00″ O |
| 93      | Roquetaillade                  | Louis de Buade de Frontenac                       | 1675          | Centre-du-Québec              | 46° 14′ 00″ N, 72° 31′ 00″ O |
| 117d    | Rosalie                        |                                                   |               | Montérégie                    | 45° 40′ 00″ N, 73° 02′ 00″ O |
| 117e    | Rougemont                      |                                                   |               | Montérégie                    | 45° 23′ 00″ N, 73° 00′ 00″ O |
| 119     | Rouville                       | Louis de Buade de Frontenac                       | 1694          | Montérégie                    | 45° 33′ N, 73° 09′ O         |
| 123     | Sabrevois                      | Charles de La Boische                             | 1733          | Montérégie                    | 45° 12′ N, 73° 09′ O         |
| 126     | Saint-Armand                   | Rolland-Michel Barrin                             | 1748          | Montérégie                    | 45° 03′ 00″ N, 72° 53′ 00″ O |
| 76      | Saint-Blaint                   | Jacques-René de Brisay                            | 1686          | Montérégie                    | 45° 43′ 00″ N, 73° 21′ 00″ O |
| 118     | Saint-Charles                  | Louis de Buade de Frontenac                       | 1695          | Montérégie                    | 45° 39′ 00″ N, 73° 10′ 00″ O |
| 116     | Saint-Charles-de-Yamaska       | Hector de Callière                                | 1701          | Montérégie                    | 45° 52′ 00″ N, 72° 53′ 00″ O |
| 79a     | Saint-Denis                    | Louis de Buade de Frontenac                       | 1694          | Montérégie                    | 45° 45′ 00″ N, 73° 08′ 00″ O |
| 160a    | Saint-Denis-de-Sainte-Anne     |                                                   |               | Montérégie                    | 45° 45′ 00″ N, 73° 08′ 00″ O |
| 163     | Saint-Denis-De La Bouteillerie | Louis de Buade de Frontenac                       | 1679          | Bas-Saint-Laurent             | 47° 25′ 00″ N, 69° 50′ 00″ O |
| 109     | Saint-Étienne                  | Charles de La Boische                             | 1737          | Chaudière-Appalaches          | 46° 29′ 00″ N, 71° 09′ 00″ O |
| 27a     | Saint-Étienne                  | Jean de Lauzon                                    | 1655          | Mauricie                      | 46° 20′ 00″ N, 72° 45′ 00″ O |
| 56      | Saint-François                 | Charles Jacques Huault de Montmagny               | 1639          | Capitale-Nationale            | 46° 48′ N, 71° 15′ O         |
| 86      | Saint-François-du-Lac          | Jean de Lauzon                                    | 1662          | Centre-du-Québec              | 46° 06′ 00″ N, 72° 50′ 00″ O |
| 51      | Saint-Gabriel                  | Charles Jacques Huault de Montmagny               | 1647          | Capitale-Nationale            | 46° 57′ N, 71° 30′ O         |
| 130a    | Saint-George                   | George Ramsay                                     | 1823          | Montérégie                    | 45° 15′ 00″ N, 73° 32′ 00″ O |
| 107     | Saint-Gilles                   | Charles de La Boische                             | 1738          | Chaudière-Appalaches          | 46° 28′ 00″ N, 71° 17′ 00″ O |
| 53      | Saint-Ignace                   | Charles Jacques Huault de Montmagny               | 1647          | Capitale-Nationale            | 46° 57′ 00″ N, 71° 25′ 00″ O |
| 130d    | Saint-James                    | George Ramsay                                     | 1824          | Montérégie                    | 45° 11′ 00″ N, 73° 31′ 00″ O |
| 56      | Saint-Jean                     | Charles Jacques Huault de Montmagny               | 1637          | Capitale-Nationale            | 46° 47′ 00″ N, 71° 15′ 00″ O |
| 20      | Saint-Jean                     | Hector de Callière                                | 1701          | Mauricie                      | 46° 16′ 00″ N, 73° 00′ 00″ O |
| 112     | Saint-Joseph-de-Beauce         | Charles de La Boische                             | 1736          | Chaudière-Appalaches          | 46° 18′ 00″ N, 70° 58′ 00″ O |
| 27      | Saint-Maurice                  | Jean Talon                                        | 1668          | Mauricie                      | 46° 22′ 00″ N, 72° 39′ 00″ O |
| 146a    | Saint-Michel                   | Charles de La Boische                             | 1736          | Chaudière-Appalaches          | 46° 45′ 00″ N, 70° 47′ 00″ O |
| 80      | Saint-Ours                     | Jean Talon                                        | 1672          | Montérégie                    | 45° 50′ 00″ N, 73° 04′ 00″ O |
| 183j    | Saint-Paul                     | Philippe de Rigaud de Vaudreuil                   | 1706          | Côte-Nord                     | 51° 27′ 00″ N, 57° 50′ 00″ O |
| 6       | Saint-Sulpice                  | Charles Jacques Huault de Montmagny               | 1640          | Lanaudière                    | 45° 54′ 00″ N, 73° 29′ 00″ O |
| 146b    | Saint-Vallier                  | Philippe de Rigaud de Vaudreuil                   | 1720          | Chaudière-Appalaches          | 46° 50′ 00″ N, 70° 45′ 00″ O |
| 33      | Sainte-Anne-de-la-Pérade       | Jean Talon                                        | 1672          | Mauricie                      | 46° 41′ 00″ N, 72° 25′ 00″ O |
| 187     | Sainte-Anne-des-Monts          | Jacques-René de Brisay                            | 1688          | Gaspésie–Îles-de-la-Madeleine | 49° 07′ 00″ N, 66° 27′ 00″ O |
| 153     | Sainte-Claire                  | Louis de Buade de Frontenac                       | 1693          | Chaudière-Appalaches          | 46° 57′ 00″ N, 70° 23′ 00″ O |
| 102     | Sainte-Croix                   | Charles Jacques Huault de Montmagny               | 1637          | Chaudière-Appalaches          | 46° 28′ 00″ N, 71° 31′ 00″ O |
| 28      | Sainte-Marguerite              | Louis de Buade de Frontenac                       | 1679          | Mauricie                      | 46° 21′ 00″ N, 72° 35′ 00″ O |
| 32      | Sainte-Marie                   | Daniel de Rémy de Courcelles                      | 1669          | Mauricie                      | 46° 30′ 00″ N, 72° 16′ 00″ O |
| 111     | Sainte-Marie                   | Charles de La Boische                             | 1736          | Chaudière-Appalaches          | 46° 27′ 00″ N, 71° 02′ 00″ O |
| 56      | Sault-au-Matelot               | Henri II de Montmorency                           | 1623          | Capitale-Nationale            | 46° 48′ 49″ N, 71° 12′ 34″ O |
| 66      | Sault-Saint-Louis              | Louis de Buade de Frontenac                       | 1680          | Montérégie                    | 45° 23′ 00″ N, 73° 38′ 00″ O |
| 199     | Shoolbred                      | Guy Carleton                                      | 1788          | Gaspésie–Îles-de-la-Madeleine | 48° 04′ 57″ N, 66° 16′ 50″ O |
| 50      | Sillery                        | Jacques-Pierre de Taffanel de La Jonquière        | 1651          | Capitale-Nationale            | 46° 46′ 00″ N, 71° 19′ 00″ O |
| 81      | Sorel                          | Jean Talon                                        | 1672          | Montérégie                    | 45° 59′ 00″ N, 73° 06′ 00″ O |
| 62      | Soulanges                      | Hector de Callière                                | 1702          | Montérégie                    | 45° 20′ 00″ N, 74° 10′ 00″ O |
| 4       | Terrebonne                     | Louis de Buade de Frontenac                       | 1673          | Laurentides                   | 45° 46′ 00″ N, 73° 50′ 00″ O |
|         | Thwaite                        | George Ramsay                                     | 1824          | Montérégie                    | 45° 12′ N, 73° 30′ O         |
| 106     | Tilly                          | Jean Talon                                        | 1672          | Chaudière-Appalaches          | 46° 39′ 27″ N, 71° 30′ 36″ O |
| 172     | Trois-Pistoles                 | Jacques-René de Brisay                            | 1687          | Bas-Saint-Laurent             | 48° 04′ 00″ N, 69° 10′ 00″ O |
| 73      | Varennes                       | Jean Talon                                        | 1672          | Montérégie                    | 45° 37′ 00″ N, 73° 25′ 00″ O |
| 61      | Vaudreuil                      | Hector de Callière                                | 1702          | Montérégie                    | 45° 25′ 00″ N, 74° 10′ 00″ O |
| 168     | Verbois                        | Louis de Buade de Frontenac                       | 1673          | Bas-Saint-Laurent             | 47° 45′ 00″ N, 69° 32′ 00″ O |
| 77      | Verchères                      | Jean Talon                                        | 1672          | Montérégie                    | 45° 45′ N, 73° 18′ O         |
| 28      | Vieuxpont                      | François-Christophe de Lévy                       | 1649          | Mauricie                      | 46° 19′ 01″ N, 72° 33′ 54″ O |
| 154     | Vincelotte                     | Louis de Buade de Frontenac                       | 1672          | Chaudière-Appalaches          | 47° 01′ 00″ N, 70° 23′ 00″ O |
| 142     | Vincennes                      | Jean Talon                                        | 1672          | Chaudière-Appalaches          | 46° 49′ 00″ N, 71° 04′ 00″ O |
| 85      | Yamaska                        | Joseph-Antoine Le Febvre de La Barre              | 1683          | Montérégie                    | 46° 02′ 00″ N, 72° 57′ 00″ O |